# チアゼピン

1,3-チアゼピン

1,4-チアゼピン

チアゼピン(Thiazepine)は、七員環の中の1つの炭素原子が窒素原子に置き換わっているチエピンの置換体である。窒素原子の位置によって、1,3-チアゼピンと1,4-チアゼピンの2種類がある。
ベンゾチアゼピンは環に1つの、ジベンゾチアゼピンは環に2つのベンゼン環が結合している。

## 医薬品への応用
ベンゾチアゼピンの一種であるジルチアゼムは、ベラパミルとジヒドロピリジンの中間の性質を持つカルシウム拮抗剤である。プリンツメタル狭心症等の異型狭心症の治療に用いられる。（詳細はカルシウム拮抗剤#ベンゾチアゼピン系を参照。）
ジベンゾチアゼピンの一種であるクエチアピンは、向精神薬の一つであり、非定型抗精神病薬と呼ばれるメジャートランキライザーである。
チアゼピン環を有する医薬品の例
- ジルチアゼム。中央の七員環が1,4-チアゼピンである。
- クエチアピンの構造式。